# Arkadna videoigra
Arkadna videoigra je vrsta videoigre koje rade na principu da se u njih umetne novčić ili žeton za koje se dobije određeno vrijeme za igru ili određen broj života.  Ove igre obično se nalaze u zabavnim parkovima ili centrima (video arkadama), gostionicama, kafićima itd. Arkadna videoigra je podskup arkadnih igara. 